# Cantone di Pardiac-Rivière-Basse
Il Cantone di Pardiac-Rivière-Basse è una divisione amministrativa dell'arrondissement di Mirande.
È stato costituito a seguito della riforma approvata con decreto del 26 febbraio 2014, che ha avuto attuazione dopo le elezioni dipartimentali del 2015.

## Composizione
Comprende i 43 comuni di:
- Armentieux
- Armous-et-Cau
- Bars
- Bassoues
- Beaumarchés
- Blousson-Sérian
- Castelnau-d'Anglès
- Cazaux-Villecomtal
- Couloumé-Mondebat
- Courties
- Estipouy
- Galiax
- L'Isle-de-Noé
- Izotges
- Jû-Belloc
- Juillac
- Ladevèze-Rivière
- Ladevèze-Ville
- Lasserade
- Laveraët
- Louslitges
- Marciac
- Mascaras
- Monclar-sur-Losse
- Monlezun
- Monpardiac
- Montesquiou
- Mouchès
- Pallanne
- Plaisance
- Pouylebon
- Préchac-sur-Adour
- Ricourt
- Saint-Aunix-Lengros
- Saint-Christaud
- Saint-Justin
- Scieurac-et-Flourès
- Sembouès
- Tasque
- Tieste-Uragnoux
- Tillac
- Tourdun
- Troncens